# Gesellschaft für Gehirntraining
Die Gesellschaft für Gehirntraining e. V. (GfG) ist eine internationale, gemeinnützige Gesellschaft zur Förderung der geistigen Leistungsfähigkeit mit Sitz in Ebersberg. Die GfG ging aus der Entwicklung des im Jahr 1981 begonnenen Gehirnjogging hervor. Sie wurde 1989 in Stuttgart gegründet.

## Ziel und Aufgaben
Der Verein setzt sich für die Entwicklung und Verbreitung wissenschaftlicher Trainingsformen zur Steigerung, Erhaltung und Wiederherstellung von Hirnleistungen bzw. der geistigen Leistungsfähigkeit von Menschen in jedem Lebensalter ein. Oberstes Ziel ist die geistige Leistungsoptimierung. Das bedeutet: weitestgehende Nutzung der eigenen Leistungsressourcen, ohne dabei an Lebensqualität einzubüßen. Es soll sogar möglichst Lebensqualität dazugewonnen werden.
Seit Beginn ihres Bestehens förderte die GfG besonders das sogenannte Mentale Aktivierungstraining (MAT). Damit ist die Absicht verbunden, aus dem Zustand der Entspanntheit, der weder schnelle noch komplexe geistige Tätigkeiten zulässt, auf ein individuell hohes mentales Leistungsniveau zu gelangen. Täglich einige Minuten Aktivität auf diesem Niveau im Grenzbereich des persönlichen Leistungsvermögens, scheint die Voraussetzung der Förderung der fluiden Intelligenz zu sein. Für den Fall, dass Schule, Beruf und Alltag keine entsprechend anspruchsvollen Forderungen stellen, können künstliche Übungen durchgeführt werden, die gegenwärtig unter der Bezeichnung „Adaptives mentales Training“ (AMT) in der GfG entwickelt werden. Für die anschließende rasche Erholung entstand in der GfG das Mentale Relaxationstraining (MRT), das der raschen Erholung und somit der Vermeidung von Erschöpfung und langfristigem Leistungsabfall dient.
Zur Förderung der geistigen Leistungsfähigkeit berücksichtigt die GfG neben den psychischen Einflussgrößen auch körperliche Maßnahmen aus den Bereichen der Ernährung, der Bewegung, des Schlafs und der Sinnestüchtigkeit, insofern sie die geistige Leistungsfähigkeit unterstützen. Wissenschaftliche Studien haben die Wirksamkeit derartiger Kombinationen von geistigen und körperlichen Maßnahmen belegt. Bei der größten davon, welche die GfG in Kooperation mit einer Krankenkasse durchgeführt hatte, wurden mehrere hundert Erwachsene zwischen 28 und 86 Jahren einbezogen, deren geistige Leistungsfähigkeit während acht Monaten gemessen wurde. – Alle diese Entwicklungen und Weiterentwicklungen sind der GfG-Mitgliederzeitschrift GEISTIG FIT zu entnehmen.

## Aufbau
Die GfG hat heute über 2500 Mitglieder, darunter etwa 1000 Trainer für MAT. Nach einer Umstrukturierung im Jahr 2010 umfasst sie sechs Regionalverbände in Deutschland und vier Auslandsverbände: Luxemburg, Niederlande, Österreich und Schweiz. Der Vorstand besteht aus dem 1. Vorsitzenden (zurzeit Siegfried Lehrl), dem 2. Vorsitzenden (zurzeit nicht besetzt) und einem Sprecher der Wissenschaftlichen Akademie (zurzeit Lothar Blaha).
Der Vorstand wird durch den GfG-Rat beraten. Er umfasst Vertreter der verschiedenen Einrichtungen der GfG und Personen mit GfG-wichtigen Kompetenzen.
Die Wissenschaftliche Akademie der GfG legt die Richtlinien für die jetzigen und zukünftigen Aktivitäten der GfG fest und überwacht deren korrekte Durchführung. Der Wissenschaftliche Beirat soll die wissenschaftliche Fortführung und Weiterentwicklung der Lehre und die wissenschaftlich fundierte Publikation und Anwendung von Verfahren zur geistigen Leistungsoptimierung wie MAT gewährleisten.
Das GfG-Trainer-Kolleg bildet MAT-Trainer aus und auf dieser Ausbildung aufbauend Lern- und Gedächtnistrainer für den Einsatz in vielen Bereichen, z. B. in Betrieben, Schulen, Hochschulen, Kliniken, Altenheimen, Selbsthilfegruppen, Organisationen für eine gesunde Lebensweise, Volkshochschulen usw. Siehe auch die Vorstellungen der „Gesellschaft für Gehirntraining e. V. (GfG)“ in Spektrum der Wissenschaft und im Steckbrief der Bundesarbeitsgemeinschaft der Senioren-Organisationen e. V. (BAGSO).

## Aktivitäten und Leistungen
Die Mitglieder, aber auch Interessenten werden durch das zweimonatlich erscheinende Magazin „GEISTIG FIT“ informiert. Es enthält viele Übungen zum geistigen Training und berichtet laufend über Grundlagen zur Wahrnehmung, Intelligenz, Konzentration, Kreativität, zum Denken, Lernen, Gedächtnis usw. aus Sicht der Informationspsychologie. Hauptsächlich werden jedoch Versuche zu deren Förderung behandelt, insbesondere zum Arbeitsspeichertraining, das die GfG kennzeichnet. In diesem Rahmen werden psychische und körperliche Einflussgrößen auf die geistige Leistungsfähigkeit vorgestellt. Das Magazin enthält außerdem Informationen über einschlägige Veranstaltungen. In Originalarbeiten berichtet es über wissenschaftliche Erfolgsprüfungen von Maßnahmen und Produkten, die mit dem Werbeversprechen angeboten werden, die geistige Fitness zu fördern.
Im Namen der GfG finden an vielen Orten Informationsveranstaltungen, Seminare und Kurse für praktisches Gehirntraining statt. Als Veranstalter führte die GfG beispielsweise im Fortbildungszentrum der Hessischen Landesärztekammer in Bad Nauheim den 1. und 2. GfG-Kongress in den Jahren 2010 und 2011 durch. Im März 2012 war die GfG Kooperationspartner des Bildungszentrums im Bildungscampus Nürnberg bei der zweitägigen öffentlichen Veranstaltung „Fit im Kopf - fit im Leben!“. Im gleichen Jahr war die GfG Kooperationspartner der bundesweiten Aktion „Warnzeichen Vergesslichkeit!“
Als Mitglied der Bundesarbeitsgemeinschaft der Senioren-Organisationen e. V. (BAGSO) beteiligt sich die GfG aktiv an Deutschen Seniorentagen, wo ihre Mitglieder Foren und Ausstellungen durch Messestände mitgestalten (z. B. 9. Deutscher Seniorentag vom 8.–9. Juni 2009 in Leipzig oder 11. Deutscher Seniorentag vom 2. bis 4. Juli 2015 in Frankfurt am Main, BAGSO Dokumentation, S. 241–243.)